# Wiktor Sanikidse
Wiktor Sanikidse (georgisch ვიქტორ სანიკიძე; * 1. April 1986 in Tiflis, Georgische SSR) ist ein georgischer Basketballspieler. Er wurde als 18-jähriger Nachwuchsspieler in der NBA Draft 2004 ausgewählt, spielte später jedoch nie in der am höchsten dotierten US-amerikanischen Profiliga NBA, sondern bei verschiedenen europäischen Vereinen. Von 2009 an spielte er vier Jahre in der italienischen Serie A, wo er 2013 mit Montepaschi Siena italienischer Meister wurde. Seit 2013 spielt er für CAI Saragossa wieder in der spanischen Liga ACB, wo er bereits in der Saison 2006/07 für CB Estudiantes aktiv war.

## Karriere
Nachdem Sanikidse als 15-Jähriger einige Monate am Junior College Globe Institute of Technology in New York City verbracht hatte, wechselte Sanikidse 2003 aus seiner Heimatstadt in den Kader des französischen Erstligisten Jeanne d'Arc aus dem burgundischen Dijon, der zu dieser Zeit mehrere georgische Spieler einsetzte. In dieser Zeit erreichte Sanikidse mit dem Verein das Finalspiel der FIBA EuroCup Challenge 2004, bei dem der Nachwuchsmann Sanikidse jedoch nicht eingesetzt wurde und das gegen den deutschen Vertreter Mitteldeutscher BC, in deren Reihen mit Manutschar Markoischwili ein weiterer Landsmann von Sanikidse stand, verloren ging. Im folgenden NBA-Draft wurde er etwas überraschend bereits als 18-Jähriger von den Atlanta Hawks in der zweiten Runde ausgewählt, die ihn am gleichen Tag in einem Tausch an die San Antonio Spurs abgaben, die im Folgenden die NBA-Rechte an Sanikidse besaßen. Bei Sanikidse traten aber auch frühzeitig Verletzungsprobleme mit seinen Knien auf, die operativ behandelt werden mussten, so dass er in der Spielzeit 2005/06 kein Meisterschaftsspiel in Frankreich absolvierte.
Nachdem Sanikidse genesen war und 2006 mit der georgischen Juniorennationalmannschaft als Turnier-MVP die Division B der U20-Europameisterschaft gewann und damit den Aufstieg in die Division A, wechselte er in die spanische Liga ACB zu MMT Estudiantes aus Madrid. Bei diesem Verein wurde er in nur knapp einem Drittel der Meisterschaftsspiele eingesetzt und hatte zudem mit einer Blinddarmentzündung zu kämpfen. Estudiantes erreichte das Final-Four-Turnier des FIBA Euro Cups, in dem er jedoch nur bei der abschließenden Niederlage im Spiel um den dritten Platz gegen Virtus Bologna für zwölf Minuten eingesetzt wurde. Nach einem Auftritt in der NBA Summer League im Trikot der San Antonio Spurs spielte er in der Saison 2007/08 in seiner Heimat bei BK Dinamo Tiflis, in der er als MVP der georgischen Meisterschaftssaison ausgezeichnet wurde. In der Saison 2008/09 spielte Sanikidse dann für den estnischen Meister Tartu Rock, bei dem er mit seinem gleichaltrigen Landsmann Giorgi Zinzadse zusammenspielte und mit dem er aber das Meisterschaftsfinale in Estland verlor. In der EuroChallenge 2008/09, wie der FIBA Euro Cup mittlerweile hieß, machte Sanikidse erneut unliebsame Bekanntschaft mit dem späteren Titelgewinner Virtus Bologna, die als Vorrunden-Gruppensieger unter anderem Tartu aus dem Wettbewerb eliminierten.
Virtus Bologna selbst verpflichtete dann jedoch zur Saison 2009/10 Sanikidse. Mit diesem Verein erreichte er 2010 das italienische Pokalfinale, welches gegen den dominierenden Serienmeister und Double-Gewinner Montepaschi Siena verloren ging. In den Play-offs um die italienische Meisterschaft war jeweils im Viertelfinale 2010 und 2011 Endstation. 2010 gelang mit der georgischen Nationalmannschaft erstmals die Qualifikation für die Endrunde um die Basketball-Europameisterschaft 2011. Beim Turnier in Litauen 2011 erreichte man nach zwei Vorrundensiegen die Zwischenrunde der zwölf besten Mannschaften, in der man jedoch sieglos blieb und aus dem Turnier ausschied. 2012 wechselte Sanikidse innerhalb der Serie A zum Serienmeister Montepaschi aus Siena, mit dem er auch auf höchster europäischer Vereinsebene in der EuroLeague 2012/13 spielte. Montepaschi konnte zwar erneut seinen Titel verteidigen, doch nach Saisonende wurden die Verträge fast aller Spieler aus finanziellen Gründen aufgelöst. 2016 wurde Siena auch die gewonnene Meisterschaft nachträglich wieder aberkannt. Nach der EM-Endrunde 2013, in der Georgien mit Sanikidse diesmal bereits in der Vorrunde ausschied, unterschrieb er daher Ende September 2013 erneut einen Vertrag in der spanischen Liga ACB und spielt diesmal für CAI aus Saragossa.